# Archidiecezja Perugii-Città della Pieve
Archidiecezja Perugii-Città della Pieve – łac. Archidioecesis Perusina-Civitatis Plebis – archidiecezja Kościoła rzymskokatolickiego we Włoszech, w regionie kościelnym Umbria. Jest główną diecezją metropolii Perugii.
Diecezja Sieny została erygowana w II wieku. W 1882 podniesiona do rangi archidiecezji. 15 sierpnia 1972 stała się siedzibą metropolii. 30 września 1986 została połączona z niewielką diecezją Città della Pieve, uzyskując obecną nazwę.